# レーデイ・クラウディア
レーデイ・デ・キス＝レーデ・クラウディア（ハンガリー語:Rhédey de Kis-Rhéde Klaudia, 1812年9月21日 - 1841年10月1日）は、ハンガリーの貴族女性。ヴュルテンベルク公子アレクサンダーの身分違いの妻。ドイツ語名クラウディーネ（Claudine Rhédey von Kis-Rhéde）。

## 生涯
ハンガリー東部トランシルヴァニア地方の小都市エルデセントジェルジに、レーデイ・ラースロー伯爵とその妻アグネスの娘として生まれた。17世紀に短期間ながらトランシルヴァニア公となったレーデイ・フェレンツを先祖に持つ。
1835年、クラウディアはヴュルテンベルク王フリードリヒ1世の弟ルートヴィヒの次男であるアレクサンダー公子と結婚した。アレクサンダーと独立した支配者家系の出身でないクラウディアとの結婚は貴賤結婚とされ、彼女はヴュルテンベルク公爵夫人の称号を与えられず、彼女と生まれてくる子供たちはホーエンシュタイン伯爵夫人（または伯爵）の称号を与えられることになった。
クラウディーネは夫とのあいだに3人の子女をもうけた。
- クラウディーネ（1836年 - 1894年）
- フランツ（1837年 - 1894年） - テック公
- アマーリア（1838年 - 1898年） - パウル・フォン・ヒューゲル伯爵と結婚

クラウディアは1841年、オーストリアで軍事演習を観覧していた際、乗っていた馬から落ちて、運悪く突撃の実演を行っていた場所に倒れ、そのまま軍馬に踏み殺された。彼女の死後の1863年、3人の子供たちはテック侯に叙せられて「Serene Highness」の敬称を与えられた。長男のフランツは1866年にイギリスのヴィクトリア女王の従妹メアリー・アデレード・オブ・ケンブリッジと結婚し、このこともあって1871年にヴュルテンベルク王カール1世はフランツをテック公に昇叙した。フランツの娘ヴィクトリア・メアリーはイギリス王ジョージ5世の妃となった。